# Escravidão na Europa Medieval
Por volta do ano 1000, o regime de escravidão foi em boa parte substituído pelo regime de servidão na Europa ocidental. A escravidão permaneceu por mais tempo na Inglaterra e em áreas ligadas ao mundo muçulmano. As regras da Igreja Católica suprimiam a escravidão de cristãos para cristãos. A maioria dos historiadores argumenta que essa transição foi bastante repentina por volta do ano 1000, mas outros afirmam que houve uma transição gradual entre os anos 300 e 1000.
As principais línguas europeias usam variações da palavra "escravo", em referências a trabalhadores eslavos do Império Bizantino.

## Início Da Idade Média

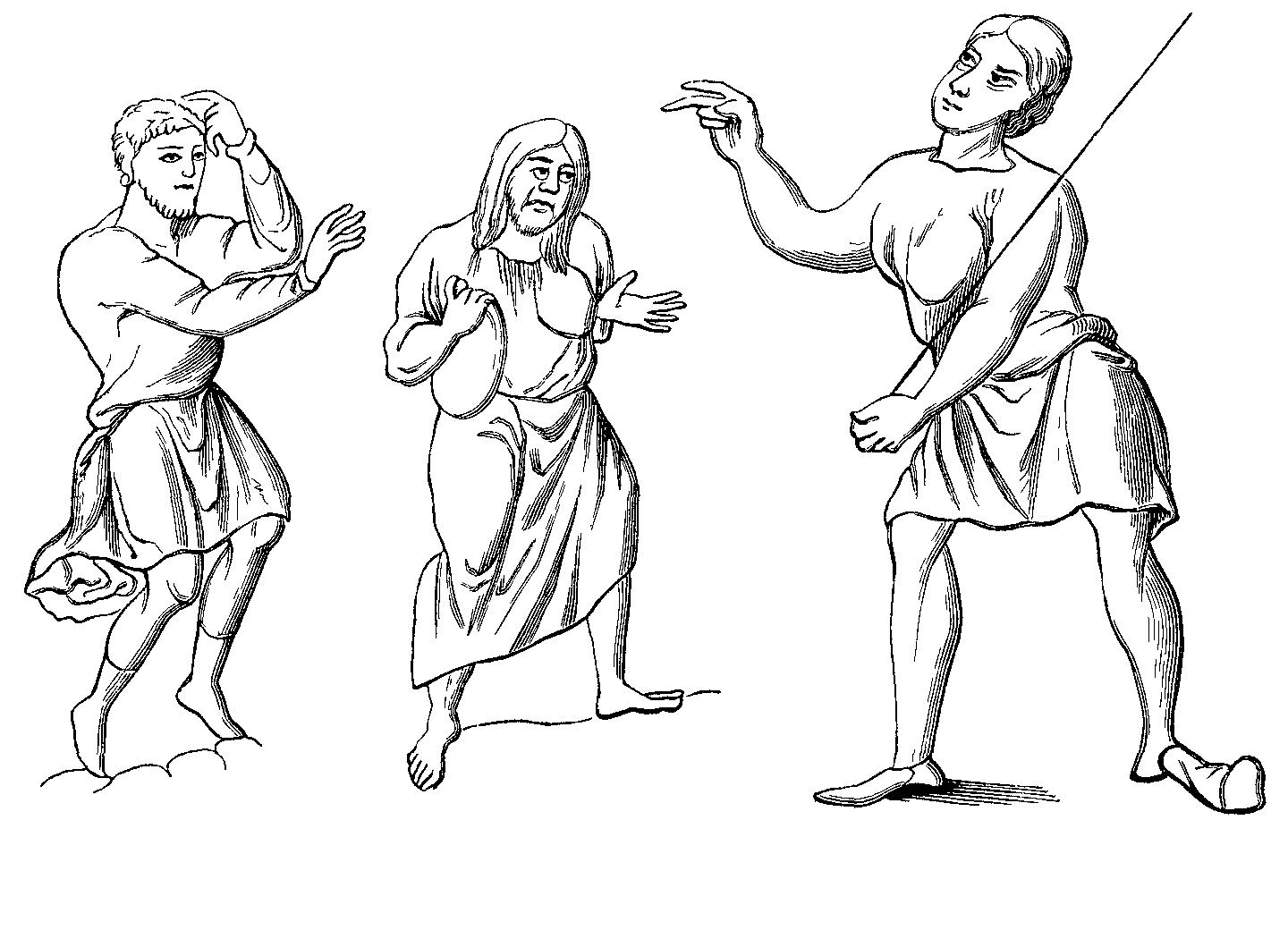
Trajes de escravos ou de servos, a partir do século VI até ao XII, coletados por H. de Vielcastel, a partir de documentos originais em grandes bibliotecas da Europa

As invasões bárbaras ao Império Romano modificaram a dinâmica de tomada de escravos em toda a Europa no início da Idade Média. No entanto, essa prática continuou em muitas regiões. Por exemplo, as leis do rei galês Hywel o Bom e nas Leis Germânicas previam a escravização de criminosos, enquanto o Código Visigótico previa a escravidão para aqueles que não podiam pagar multas e como punição para certos crimes. Criminosos frequentemente tornavam-se escravos de suas vítimas, muitas vezes perdendo sua propriedade.
No contexto dos povos cristianizados, a Igreja trabalhou ativamente para reduzir a prática do cativeiro de correligionários. São Patrício foi capturado e escravizado, e protestou sobre um ataque contra escravos recém batizados, em sua carta aos soldados de Carótico. O restabelecimento da ordem e o poder crescente da igreja, lentamente transmutaram o sistema de escravidão em servidão.
Outro fator importante foi o surgimento de Batilda, rainha dos Francos, que foi escrava antes de casar com Clóvis II. Quando ela tornou-se regente, seu governo tornou ilegal o comércio de escravos cristãos em todo o império Merovíngio, assim como a compra e a libertação de escravos existentes.
Cerca de 10% dos ingleses que estavam registrados no Domesday Book (1086), eram escravos, apesar da escravidão por dívida e de ingleses cristãos foi sendo nominalmente descontinuada após a conquista normanda da Inglaterra. É difícil determinar com exatidão o número de escravos, uma vez que, desde o antigo Império Romano, palavra para o escravo (servus) continuou a ser usada para as pessoas com um estatuto que viria a ser chamado de "servo".

## O comércio de escravos
A demanda do Mundo Islâmico dominou o comércio de escravos na Europa medieval. Durante a maior parte do tempo, no entanto, a venda de cristãos escravos para os não cristãos foi banida. No pactum Lotharii de 840 entre Veneza e o Império Carolíngio, Veneza prometeu não comprar escravos cristãos no Império, e não vender escravos cristãos para Muçulmanos. A Igreja proibiu a exportação de escravos cristãos para as terras não cristãs em diversas ocasiões, como por exemplo, no Conselho de Koblenz, em 922, no Conselho, de Londres, em 1102, e o Conselho de Armagh em 1171.

### Mercadores italianos
No reinado do Papa Zacarias (741-752), Veneza tinha estabelecido um próspero comércio de escravos, comprando na Itália, entre outros lugares, e vendendo para os Mouros no Norte da África (Zacarias declaradamente proibiu o tráfico de Roma). Quando a venda dos cristãos para os muçulmanos foi banido (pactum Lotharii), os venezianos começaram a vender os eslavos e outros escravos do Leste Europeu não-cristãos em maior número. Caravanas de escravos viajaram do Leste Europeu, através de passagens dos alpes na Áustria, para chegar a Veneza. Há registros de pedágios pagos em Raffelstetten (903-906), perto de Santo Floriano, sobre o Danúbio, descrevendo tais comerciantes. Alguns são eslavos originários da Boêmia e da Rússia. Eles tinham vindo de Kiev através de Premíslia, Cracóvia, Praga, Boêmia. Os mesmos valores de registro de escravos do sexo feminino em um tremissa, e escravos masculinos, que eram mais numerosos, em um saiga (que é muito menos). Eunucos eram especialmente valiosos, e "casas de castração" surgiram em Veneza, bem como em outros grandes mercados de escravos, para atender a essa demanda.
Veneza estava longe de ser o único centro de comércio de escravos na Itália. O sul da Itália gabava-se de ter escravos de regiões distantes, incluindo a região da Lombardia, Grécia, Bulgária, Armênia e regiões eslavas. Durante os séculos IX e X, Amalfi foi um grande exportador de escravos para o Norte de África. Gênova, juntamente com Veneza, dominou o comércio no Mediterrâneo Oriental, no início do século XII, e no Mar Negro no início do século XIII. Eles venderam tanto escravos eslavos e bálticos, bem como os georgianos, Turcos e outros grupos étnicos do Mar Negro e do Cáucaso, para as nações muçulmanas do Oriente Médio. Gênova geria principalmente o comércio de escravos da Crimeia para os mamelucos do Egito, até o século XIII, quando o aumento do controle de Veneza sobre o Mediterrâneo Oriental, que permitiu que Veneza dominasse esse mercado. Entre 1414 e 1423, pelo menos 10 000 escravos eram vendidos em Veneza.

### Comerciantes judeus
Registros antigos datam comerciantes de escravos de origem judaica, desde pelo menos o ano 492, quando o Papa Gelásio permitiu que judeus importassem escravos não cristãos na Itália, a pedido de um amigo judeu de Telesina. Por volta do século VI ao VII, os judeus tinham se tornado chefes de comerciantes de escravos na Itália, e estavam ativos em territórios gaélicos.
O papa Gregório, o Grande emitiu uma proibição aos judeus de possuir escravos cristãos, a fim de que os escravos se convertessem ao judaísmo. Nos séculos IX e X comerciantes judeus, às vezes chamados de Radhanites, foram uma grande força no comércio de escravos em todo o continente.
Os judeus foram um dos poucos grupos que poderiam comercializar entre os mundos Cristão e Islâmico. Ibn Khordadbeh observou e registrou rotas de comerciantes judeus, a compra (entre outras coisas) de escravas, eunuco escravos e jovens escravos meninos, no livro "Estradas e Reinos do Sul da França para a Espanha".
Ele também observou judeus comprando escravos Eslavos em Praga. Nas Cartas de Agobardo, arcebispo de Lyon (816-840), os atos do imperador Luís, o Piedoso, e o septuagésimo quinto cânone do Conselho de Meaux e de 845, confirmam a existência de uma rota usada por comerciantes judeus com escravos eslavos através dos Alpes para Lyon, para o Sul da França e para a Espanha. Registros de pedágio de Walenstadt, em 842-843, indicam uma outra rota de comércio, através da Suíça, o Septimer e Splügen passa, para Veneza, e de lá para o Norte de África.
Como as dinastias de governantes germânicos dos Saxões assumiram a escravidão (e comércio de escravos) dos eslavos no século X, comerciantes judeus compram escravos, no Elba, há o envio de caravanas para o vale do Reno. Muitos destes escravos foram levados para Verdun, que mantinham estreitas relações comerciais com a Espanha. Muitos seriam castrados e vendidos como eunucos.
Os judeus mais tarde se tornariam mais influentes no comércio de escravos na Europa.

### Alandalus
O Alandalus, importava um número enorme de escravos, assim como servia como um ponto de partida para comerciantes muçulmanos e judeus para o mercado de escravos no resto do Mundo Islâmico. Durante o reinado de Abderramão III (912–961), houve primeiro 3 750, em seguida, 6.087, e, finalmente, 13 750 sacalibas, ou escravos de origem eslava, em Córdoba, capital do Califado Omíada. Ibne Haucal, Ibraim Alcaraui, e o Bispo Liuprando de Cremona, notam que os comerciantes judeus de Verdun especializaram se em castrar escravos para serem vendidos como eunucos sacalibas, que foram muito populares na Espanha Muçulmana.

### Vikings
Durante a Era Viking (de 793 a 1100), os guerreiros Nórdicos, muitas vezes capturavam e escravizavam militarmente povos mais fracos que encontravam. Os países Nórdicos, chamavam seus escravos Thralls (Old Norse: Þræll). Os escravos eram, em sua maioria da Europa Ocidental, entre eles muitos Francos, Anglo-Saxões, e Celtas.
Muitos Irlandeses escravos viajaram em expedições para a colonização da Islândia. Incursões em mosteiros fornecida uma fonte de jovens escravos educados, que poderiam ser vendidos em Veneza ou em Bizâncio por preços elevados. Os centros de comércio escandinavos estendiam se para o leste a partir de Hedeby, na Dinamarca, Birca, na Suécia, e Staraya Ladoga no norte da Rússia, antes do final do século VIII. Este tráfego continuou no século IX, quando os escandinavos, fundaram mais centros de comércio em Kaupang, no sudoeste da Noruega, e Novogárdia, mais ao sul do que Velha Ladoga, e Kiev, mais para o sul ainda, e mais perto de Bizâncio.
Dublin e outros assentamentos viking no noroeste Europeu foram estabelecidos como gateways através do qual cativos foram negociados para o norte. No Laxdæla saga, por exemplo, há um comerciante participa de uma feira das ilhas Brenn, na Suécia, e vendia escravas do noroeste da Europa.
Nórdicos tomaram também germânicos, bálticos, eslavos e latino-escravos. O viajante persa do século X ibne Rusta descreveu como os vikings suecos, os Varangianos ou Rus, aterrorizaram e escravizaram os eslavos, fazendo suas incursões ao longo do Rio Volga. Os escravos eram muitas vezes vendidos no sul, para bizantinos e muçulmanos ou comprados através de caminhos, tais como a rota de comércio do Volga. Amade ibne Fadalane de Bagdá fornece uma análise da outra extremidade desta rota de comércio, nomeadamente da venda de escravos eslavos por viking para comerciantes do Oriente Médio. Finlândia revelou se outra fonte para ataques vikings. Escravos finlandeses ou estados bálticos foram negociados na Ásia Central.

### Os mongóis
As invasões dos Mongóis e conquistas no século XIII adicionaram uma nova força, ao comércio de escravos. Os Mongóis escravizavam indivíduos qualificados, mulheres e crianças, e marchavam para Karakorum, ou Sarai, de onde eram vendidos em toda a Eurásia. Muitos destes escravos foram enviados para o mercado de escravos em Novogárdia.
Comerciantes Genoveses e Venezianos na Crimeia estavam envolvidos no comércio de escravos com a Horda de Ouro. Em 1441, Haci I Girai declarou a independência da Horda de Ouro e estabeleceu o Canato da Crimeia. Por um longo tempo, até o século XVIII, o canato mantinha um enorme comércio de escravos com o Império Otomano e o Oriente Médio. Em um processo chamado de a "colheita da estepe", que escravizou muitos camponeses Eslavos.

### Ilhas Britânicas
Como mercadoria comumente negociada nas Ilhas Britânicas, escravos poderiam se tornar uma forma de moeda interna ou transfronteiriça. William, o Conquistador proibiu a exportação de escravos da Inglaterra, limitando a nação na participação do comércio de escravos.

### Os cristãos segurando Muçulmano escravos
Embora o principal fluxo de escravos foi em direção a países Muçulmanos, cristãos adquiriram Muçulmanos escravos no Sul da França, no século XIII, "a escravização dos Muçulmanos cativos ainda era bastante comum". Há registros, por exemplo, de meninas sarracenas escravas vendidas em Marselha em 1248.
Os cristãos também vendiam muçulmanos escravos capturados na guerra. A Ordem dos Cavaleiros de Malta foi atacado por piratas e muçulmanos, e a sua base tornou-se um centro de comércio de escravos, vendendo e capturando norte africanos e turcos. Malta manteve-se um mercado de escravos até o final do século XVIII. Mil escravos eram necessários para as galés (navios) da Ordem.

### O comércio de escravos no final da Idade Média
Como mais e mais da Europa se cristianizava, as hostilidades entre cristãos e Muçulmanos se intensificaram em grande escala, e comércio de escravos foi movido para fontes mais distantes. O envio de escravos para o Egito, por exemplo, foi proibido pelo papado em 1317, 1323, 1329, 1338, e, finalmente, 1425. Como os escravos enviados para o Egito, muitas vezes, tornavam-se soldados, eles podiam acabar lutando contra seus ex proprietários cristãos.
Apesar de repetidas proibições, há indícios de que este tipo de comércio ainda continuou ocorrendo, mas se tornou menos desejável. No século XVI, os escravos africanos substituíram quase todas as outras etnias e religiões escravizados na Europa.

## A escravidão na lei

### Lei Secular
A escravidão foi regulamentada no direito Romano, que foi reorganizado no Império Bizantino por Justiniano I como o Corpus Iuris Civilis. O código de Justiniano tendo sido esquecido pelo Ocidente por séculos, foi redescoberto nos séculos XI e XII, e levou à fundação das faculdades de direito na Itália e na França. De acordo com o código Justiniano, o estado natural da humanidade é a liberdade, mas o "direito das nações" pode substituir a lei natural e reduzir a certas pessoas a escravidão. A definição básica de escravo na lei Romano-Bizantina foi:
- alguém cuja mãe era uma escrava
- qualquer pessoa que tenha sido capturada em batalha
- qualquer pessoa que tenha vendido a si mesmo para pagar uma dívida

Foi possível, no entanto, tornar-se um liberto ou um completo cidadão; tanto no Código Justiniano, como o direito Romano, havia extensas e complicadas regras para a libertação dos escravos.
O comércio de escravos na Inglaterra foi oficialmente abolida em 1102.
Na Polónia, a escravidão foi proibida no século XV, e foi substituída. Na Lituânia, a escravatura foi formalmente abolida em 1588.

### Direito canônico
Advogados do Cânone Medieval concluíram que a escravidão era contrária ao espírito do Cristianismo, e por volta do século XI, quando quase toda a Europa havia sido cristianizada, as leis acerca da escravidão na lei civil, agora eram antiquadas e inaplicáveis. Houve uma série de áreas onde os cristãos viviam com os não cristãos, tais como Alandalus e a Sicília, os Estados Cruzados, e nas áreas ainda pagãs do nordeste da Europa; por conseguinte, o direito canônico permitia que cristãos mantivessem os não cristãos escravos, contanto que esses escravos fossem tratados humanamente e fossem libertados se eles escolhessem se converter ao Cristianismo. Na verdade, havia uma explícita justificativa legal para a escravização dos Muçulmanos, encontrado no Decreto de Graciano e, mais tarde, expandiu por volta do século XIV, Jurista Oldrado de Ponte: a Bíblia afirma que Agar, a jovem escrava de Abraão, foi espancada e expulsa pela esposa de Abraão Sara. Havia uma popular lenda medieval, que considerou que os muçulmanos seriam os descendentes de Agar, enquanto os cristãos descendiam do casamento legítimo de Abraão e Sara. Por extensão, portanto, foi permitido aos cristãos escravizar os muçulmanos.
O Decreto, Corpus definia um escravo como alguém cuja mãe era escrava. Caso contrário, os cânones estavam preocupados com a escravidão somente em contextos eclesiásticos: os escravos não tinham permissão para casar ou para ser ordenados como membros do clero.

## A escravidão nos estados Cruzados
No reino cruzado de Jerusalém, fundado em 1099, mais de 120 mil francos governaram mais de 350 mil muçulmanos, judeus, nativos e cristãos orientais. Na sequência da primeira invasão e conquista, por vezes acompanhada de massacres ou a expulsão de judeus e muçulmanos, uma pacífica coexistência entre os seguidores das três religiões prevaleceu. Os Estados Cruzados herdaram muitos escravos. A isso podem ter sido adicionados alguns muçulmanos tomados como cativos de guerra. O reino da maior cidade de Acre, tinha um grande mercado de escravos; no entanto, a grande maioria dos muçulmanos e judeus permaneceram livres. As leis de Jerusalém declaravam que os antigos escravos muçulmanos, se genuinamente, convertiam-se ao Cristianismo, deveriam ser libertos. Em 1120, o Conselho de Nablo proibia relações sexuais entre cruzados e suas escravas: se um homem estuprou sua própria escrava, ele seria castrado, mas se ele estuprou a escrava de alguém, ele seria castrado e exilado do reino. Mas Benjamim Z. Quedar argumentou que os cânones do Conselho de Nablo, em vigor no século XII, tinham caído em desuso no século XIII. Marwan Nader questiona e sugere que os cânones podem não terem sido aplicados a todo o reino em todos os momentos.
Nenhum cristão, seja Ocidental ou Oriental, foi permitido por lei ser vendido como escravo, mas essa fatalidade era tão comum aos muçulmanos prisioneiros de guerra, como foi para os prisioneiros cristãos tomada pelos muçulmanos.
No século XIII Tratados de Jerusalém criava leis acerca de escravos fugitivos e os castigos que lhes é atribuído: a proibição dos escravos testemunhar em tribunal, e a libertação de escravos, o que poderia ser feito, por exemplo, através de um testamento, ou por conversão ao Cristianismo. A conversão aparentemente foi usada como uma desculpa para escapar da escravidão por muçulmanos que, em seguida continuavam a praticar o Islã; senhores cruzados, muitas vezes, recusavam-se a permitir que eles se convertessem, e o Papa Gregório IX, ao contrário das leis de Jerusalém e as leis canônicas que ele próprio foi parcialmente responsável por compilar, permitiu que muçulmano escravos continuam a ser escravos, mesmo se eles haviam se convertido.

## A escravidão Muçulmana na Península Ibérica
A Península Ibérica Medieval foi palco de guerras quase constantes entre muçulmanos e cristãos, embora nem sempre alinhado pela religião. Investidas periódicas eram enviados do Alandalus para atacar os reinos cristãos peninsulares no norte, trazendo de volta a pilhagem e as pessoas. Por exemplo, em uma incursão em Lisboa, no ano de 1189, o califa almóada Abu Iúçufe Iacube Almançor levou três mil mulheres e crianças cativas, e o seu governador de Córdoba obteve três mil cristãos escravos em um ataque posterior sobre Silves, em 1191; uma ofensiva de Afonso VIII de Castela em 1182 trouxe mais de dois mil escravos muçulmanos.

## A escravidão na Iberia Cristã
Contrariamente às suposições de historiadores como Marc Bloch, a escravidão prosperou como uma instituição medieval na Península Ibérica.A escravidão existia na região sob os Romanos, e continuou a existir sob os Visigodos. A partir do quinto até o início do século VIII, grande parte da Península Ibérica foi governada por Reinos Visigóticos cristãos, cujos governantes trabalharam para codificar a servidão humana. No século VII, o rei Quindasvinto emitiu o Código Visigótico (Liber Iudiciorum), para o qual subsequentes reis Visigodos adicionaram novas legislações. Embora o Reino Visigótico tenha desabado no início do século VIII, partes do Código Visigótico foram vistas em algumas partes da Espanha nos séculos seguintes. O Código, com a sua pronúncia e frequente a atenção para o status legal de escravos, revela a continuação da escravidão como uma instituição pós-romana na Espanha.
O Código regula as condições sociais, de comportamento, e castigos de escravos no início da idade média na Espanha. O casamento de escravos e de livres ou povo liberto foi proibido. Livro III, título II, iii ("Onde uma Mulher de nascimento livre casa-se com o escravo de outro ou de um Homem de nascimento livre casa se com a escrava de Outro") estipula que, se uma mulher livre, se casa com um escravo, o casal deve ser separado e receber 100 chicotadas. Além disso, se a mulher se recusa a deixar o escravo, então ela torna-se a propriedade do escravo do senhor. Da mesma forma, os filhos nascidos do casal iriam seguir o pai e a condição de escravos.
Ao contrário do direito Romano, em que apenas os escravos eram passiveis à punição corporal, sob as leis Visigóticas, pessoas de qualquer condição social, estavam sujeitos a castigos corporais. No entanto, o castigo físico, normalmente, espancamentos, administrado em escravos foi consistentemente mais severa do que a administrada em libertos ou livres. Os escravos também podem ser compelido a prestar depoimento sob tortura. Por exemplo, os escravos poderiam ser torturados para revelar o adultério de seus senhores, e era ilegal libertar um escravo por medo do que ele ou ela possa revelar sob tortura. Escravos serem punidos fisicamente e torturados em interrogatórios mais fortemente demonstra o status inferior que eles tinham aos olhos dos legisladores visigóticos.
A escravidão se manteve persistente na Iberia Cristã após as invasões Omíadas no século VIII, e o código de leis Visigótico continuou a controlar a propriedade escrava. No entanto, como William Phillips nota, a Península Ibérica medieval não deve ser pensada como uma sociedade escrava, mas sim como uma sociedade em que havia a propriedade escrava. os escravos representavam uma percentagem relativamente pequena da população, e não constituem uma parcela significativa da mão-de obra. Além disso, enquanto a existência da escravidão foi uma continuação do período anterior, a utilização de escravos na Península Ibérica cristã pós visigótica, diferiu dos períodos iniciais. Ian Wood sugere que, sob o reino visigodo, a maioria da população escrava viveu e trabalhou em propriedades rurais. Após as invasões Muçulmanas, no entanto, os proprietários de escravos (especialmente nos reinos de Aragão e Valência) diminuíram a utilização de escravos como trabalhadores do campo ou no trabalho em grupo, e não pressionava os escravos para o serviço militar. Escravos tendiam a serem de propriedade particular, ao invés de serem incluídos em grandes grupos. Parece ter tido mais mulheres do que homens escravos, e eles eram mais frequentemente usados como empregados domésticos, ou para complementar a mão de obra gratuita. a este respeito, instituição de escravos em Aragão, especialmente, assemelhava se aos outros reinos cristãos Mediterrânicos na França e Itália. Nos reinos de Leão e Castela, a escravidão seguia o modelo Visigótico mais estreito do que nos reinos vizinhos. Escravos em Leão e Castela eram mais propensos a serem empregados como trabalhadores do campo, suplantando mão de obra gratuita para apoiar uma propriedade da sociedade aristocrática. Essas tendências na população escrava e a sequência da peste Negra em 1348, aumentou significativamente a necessidade de escravos em toda a Península.
Os cristãos não foram os únicos senhores de escravos cristãos da Península Ibérica. Haviam os Judeus e os Muçulmanos que viviam sob as regra de propriedade de escravos Cristãs, embora mais comumente em Aragão e Valência, que em Castela. Após a conquista de Valência, em 1245, o Reino de Aragão proibiu a posse de escravos cristãos pelos Judeus, embora eles ainda estavam autorizados a utilizar escravos Muçulmano ou pagão. O principal papel dos judeus da Ibéria no comércio de escravos, no entanto, veio como facilitadores: Judeus atuaram como corretores de escravo e agentes de transferência entre os reinos cristãos e Muçulmanos. Esta função causava algum grau de medo entre as populações Cristãs. Uma carta do Papa Gregório XI para o Bispo de Córdoba, em 1239 abordou os rumores de que os Judeus estavam envolvidos no sequestro e venda de mulheres Cristãs e seus filhos para a escravidão, enquanto seus maridos estavam fora no combate aos Muçulmanos. Apesar destas preocupações, o principal papel dos Judeus comerciantes de escravos leigos era no sentido de facilitar a troca de prisioneiros entre governantes Muçulmanos e cristãos, um dos principais segmentos econômicos e políticos de conectividade entre cristãos e Muçulmanos da Península Ibérica.
No início do período após a queda do reino Visigótico, no século VIII, os escravos provinham sobretudo do comércio dos Cristão da Iberia com os reinos Muçulmanos do sul. Eram em sua maioria do Leste Europeu, capturados em batalhas e invasões. no entanto, a composição étnica dos escravos cristãos da Ibéria mudou ao longo da Idade Média. Senhores de escravos nos reinos cristãos, posicionaram se gradualmente a não possuir cristãos escravos, em conformidade com as prescrições da Igreja. No meio do período medieval, a maioria dos escravos pertencentes aos cristãos da Iberia eram Muçulmanos, capturado em batalha com os estados Islâmicos do sul da Península, ou capturados do leste do Mediterrâneo e importados para a Península Ibérica pelos comerciantes de cidades como Gênova. Os reinos cristãos da Península Ibérica frequentemente negociavam seus Muçulmanos cativos de volta ao cruzar a fronteira por pagamentos em dinheiro ou outros bens. De fato, o historiador James Broadman escreve que este tipo de resgate oferecia a melhor chance para os cativos e escravos recuperar a sua liberdade. A venda de Muçulmanos cativos, quer seja de volta para os estados Islâmicos do sul ou para terceiros, forneceu um dos meios pelos quais Aragão e Castela financiaram a Reconquista. Batalhas e cercos forneciam um grande número de cativos; após o cerco de Almeria em 1147, fontes informam que Afonso VII de Leão enviou quase 10 000 mulheres e crianças das cidades Muçulmanas para Génova, para serem vendidos como escravo como reembolso parcial aos Genoveses que ajudaram na campanha.
No fim da Reconquista, no entanto, essa fonte de escravos tornou-se cada vez mais escassa . Governantes muçulmanos estavam cada vez mais incapazes de pagar resgates, e a captação Cristã de grandes centros de populacionais do sul se tornou ao longo do tempo impraticável. A perda dos escravos Muçulmanos, incentivou os cristãos da Península Ibérica a olhar para outras fontes de mão-de-obra. Os portugueses começaram a comprar escravos na África sub-Sahariana em 1411, o foco da importação de escravos, começou a mudar do Mediterrâneo para o Atlântico, e a composição racial de escravos dos cristãos da Ibéria começaram a incluir um número crescente de negros Africanos. Entre 1489 e 1497 quase 2 100 escravos negros foram enviados de Portugal para o Valência. No final do século XV, a Espanha possuía a maior população de negros Africanos na Europa, com uma pequeno, mas crescente comunidade de negros antigos escravos. Em meados do século XVI, a Espanha importava até 2 000 escravos negros Africanos, anualmente, através de Portugal, e em 1565 mais de 6 327 escravos em Sevilha(de uma população total de 85,538) eram pretos Africanos.

## A escravidão na Moldávia e Valáquia
A escravidão (em romeno: sclavie) existia no território da atual Romênia desde antes da fundação do principados da Moldávia e Valáquia nos séculos XIII e XIV, até que foi abolida em etapas, durante as décadas de 1840 e 1850. A maioria dos escravos eram de etnia romani (ciganos). Particularmente na Moldávia, havia também escravos da etnia tártara, provavelmente prisioneiros capturados nas guerras com a Nogai e Tártaros da Crimeia.
A origem exata da escravidão nos Principados do Danúbio , não são conhecidos. Existe algum debate sobre se as pessoas de etnia cigana vieram a Valáquia e a Moldávia como homens livres ou como escravos. No Império Bizantino, eles eram escravos do estado e parece que a situação era a mesma na Bulgária e Sérvia até que sua organização social foi destruída pela conquista Otomana, o que sugere que eles vieram como escravos e tiveram uma mudança de "posse".
O historiador Nicolae Iorga associa a chegada do povo Cigano ao ano de 1241 durante a invasão Mongol da Europa e considera sua escravidão como um vestígio da época - os Mongóis escravizaram-nos e mantiveram o seu estatuto. Outros historiadores consideram que eles foram escravizados, depois de capturados durante as batalhas com os Tártaros. A prática de escravizar prisioneiros também pode ter sido obtida a partir dos Mongóis. A identidade étnica do "escravo tártaro" é desconhecida, mas eles poderiam ter sido Tártaros capturados da Horda de Ouro, Cumans, ou escravos de Tártaros e Cumans.
Embora seja possível que alguns ciganos fossem escravos ou tropas auxiliares dos Mongóis, ou Tártaros, a maior parte deles veio do sul do Danúbio, no final do século XIV, algum tempo após a fundação da Valáquia. Até então, a instituição da escravidão já estava estabelecida na Moldávia e, possivelmente, em ambos os principados, mas, com a chegada dos Ciganos tornou-se a escravidão uma prática generalizada. Os tártaros foram escravizados em pequeno número, e foram, eventualmente, mesclado com a população Cigana.

## A escravidão no Oriente Médio próximo
O antigo e medieval Oriente Próximo incluía a moderna Turquia, o Levante e o Egito, com fortes ligações com o resto do litoral norte Africano. Todas estas áreas foram governados pelos Bizantinos ou os Persas no início da antiguidade tardia. A preexistente instituição da escravidão no império Bizantino (i.e. Romano e Persa pode ter influenciado o desenvolvimento das instituições da escravidão junto a lei Islâmica e a jurisprudência. Da mesma forma, alguns estudiosos têm argumentado que houve influência da tradição rabínica sobre o desenvolvimento jurídico do pensamento Islâmico. Qualquer que seja a relação entre essas diferentes tradições jurídicas, há muitas semelhanças entre a prática da escravidão Islâmica no início da Idade Média e as práticas da idade media Bizantinas e os Europeus ocidentais. O status dos escravos libertos sob domínio Islâmico, que continuavam devendo serviços para seus antigos senhores, tem uma forte semelhança com as instituições dos antigos Romanos e gregos . No entanto, a prática da escravidão no início da idade media no Oriente médio também cresceu para fora das práticas entre os Árabes pré-Islâmicos.
Como nos antigo e o novo testamentos e os códigos grego e romano de leis, o alcorão possui a instituição da escravidão através da concessão, que insta bondade para com os escravos e eventual libertação, especialmente para os escravos que se converterem ao islamismo. No início da Idade Média, muitos escravos na sociedade Islâmica serviam como tal apenas por um curto período de tempo, talvez uma média de sete anos. Como os seus congéneres Europeus, no início comerciantes medievais Islâmicos de escravos preferiam escravos, que não eram correligiosos e, portanto, focavam nos "pagãos" do interior da Ásia, Europa, e especialmente da África subsahariana. A prática de libertação, pode ter contribuído para a integração dos antigos escravos na sociedade em geral. No entanto, sob as leis da sharia, a convertidos para o Islã não necessitam de libertação.
Os escravos eram empregados em trabalhos forçados, bem como em contextos nacionais. Devido Corânica sanção do concubinato, no início comerciantes islâmicos, em contraste com os Bizantinos e o início da comerciantes de escravos da era moderna, importavam um grande número de escravas. Os primeiros estados Islâmicos não criaram um exercito de escravos (uma prática comum em contextos tardios), mas integram libertos em exércitos, o que pode ter contribuído para a rápida expansão do início da conquista Islâmica. No entanto, no século IX, o uso de escravos no os exércitos Islâmicos, particularmente Turcos, em unidades de cavalaria e de Africanos em unidades de infantaria, foi uma prática relativamente comum. No Egito, Amade ibne Tulune importou milhares de escravos negros para lutar pela independência do Califado Abássida no Iraque, em 868. A dinastia iquíxida usou unidades de escravo pretos para libertar-se das regras e do domínio Abássida após os Abássidas destruírem a autonomia do Reino de ibne Tulune em 935. Soldados pretos profissionais estavam mais associados com a dinastia Fatímida, que incorporou mais soldados negros profissionais do que as duas dinastias anteriores. Foram os Fatímidas que primeiro incorporaram soldados escravos profissionais pretos na cavalaria, apesar da enorme oposição aos Turcos Mamelucos da Ásia Central, que viu o contingente Africano como uma ameaça ao seu papel como o líder da unidade militar do exército Egípcio.
Na segunda metade da Idade Média, a expansão do domínio Islâmico mais para o Mediterrâneo, Golfo pérsico, e Península Arábica, estabeleceu o comércio de escravos africanos no Oceano Índico. Esta rede foi um grande mercado de escravos Africanos, com transporte de cerca de quatro milhões de escravos Africanos a partir do seu século VII ao seu século XX quando do seu desaparecimento. Ironicamente, a consolidação das fronteiras Islâmica no Oriente Próximo, mudou a cara do comércio de escravos. Um rígido código Islâmico, juntamente com cristalização das fronteiras, favoreceu a compra de escravos e tributos sobre a captura de tão lucrativas rotas de escravo. Até mesmo as fontes de escravos deslocaram se do Crescente Fértil e da Ásia Central para a Indochina e o Império Bizantino.
Padrões de preferência por escravos no Oriente médio, bem como os padrões de consumo, que prosseguiu na Idade Média tardia com apenas ligeiras alterações. Os escravos eram empregados em muitas atividades, incluindo a agricultura, a indústria, os exércitos, e mão de obra doméstica. As mulheres foram priorizados sobre os homens, e geralmente servido na esfera doméstica como meninas, concubinas, ou esposas. Doméstico e comerciais, os escravos eram, em sua maioria, melhores do que seus homólogos agrícola, tornando-se membros da família ou parceiros de negócios, ao invés de ser condenada a uma cansativa vida em uma cadeia. Há referências aos grupos de escravos, principalmente Africanos, colocados para trabalhar em projetos de drenagem no Iraque, no sal e minas de ouro, no Saara, e no açúcar e plantações de algodão no Norte da África e Espanha. Referências a este último tipo de escravidão são raros, no entanto. Eunucos, curiosamente, foram o mais apreciado e procurado tipo de escravo.
O mais afortunados escravos encontravam emprego, na política ou exercito. No Império Otomano, o sistema Devşrime preparava os jovens escravos meninos para o serviço civil ou milita. Jovens meninos cristãos foram arrancados de suas aldeias conquistadas periodicamente como uma imposição, e foram empregados no governo, entretenimento, ou o exército, dependendo de seus talentos. Alguns escravos atingiram grande sucesso neste programa, alguns deles chegaram a ganhar o cargo de Grão-Vizir do Sultão e outros cargos na os janízaros.
É um pouco de um equívoco classificar estes homens como "escravos", porque no Império Otomano, eram referidos como kul, ou, escravos "da Porta", ou Sultanato. Enquanto não escravos, por si, sob a Lei Islâmica, estes Devşrime unos remanescentes que permaneceram sob o Sultão, a sua descrição .
O islamismo no Oriente Próximo, amplamente invocou os soldados profissionais escravos, e era conhecido por tê-los compondo o núcleo dos exércitos. A instituição foi concebida a partir de dilemas políticos e reflete as necessidades daquele tempo, e não foi indicativo de declínio político ou financeiro, ou falência. Unidades de escravo foram desejados por causa de sua pura lealdade para com o governante, uma vez que eles foram importados e, portanto, não conseguia ameaçar o trono com lealdades locais ou alianças.

## A escravidão no Império Otomano
A escravidão foi uma parte importante da sociedade Otomana. As bizantinas, otomanas guerras e as Guerras Otomanas na Europa trouxeram um grande número de escravos cristãos para o Império Otomano. Em meados do século XIV, Murade I construiu o seu próprio exército de escravos chamado Kapıkulu. A nova força foi baseado no sultão direito a um quinto do butim de guerra, que ele criou para incluir cativos tomados na batalha. Os cativos, os escravos foram convertidos ao Islã e treinados para o serviço pessoal do sultão. No devşirme (traduzido do sangue "imposto" ou "filhos de sítios"), os jovens meninos cristãos da Anatólia e dos Balcãs foram retirados de suas casas e famílias, convertido ao Islã, e inscritos em classes especiais de soldado do exército Otomano. Estas classes de soldado foram nomeados os janízaros, o mais famoso ramo da Kapıkulu. Os janízaros, eventualmente, tornaram se um fator decisivo nas conquistas Otomanas na Europa. a Maioria dos comandantes militares das forças Otomanas imperiais e administradores de facto , os governantes do Império Otomano, como Pargalı Ibraim Paxá e a mesquita sokollu Mehmet Paşa, foram recrutados dessa maneira. Em 1609 as forças do Sultão Kapıkulu aumentaram para cerca de 100 000.
As concubinas do Sultão Otomano consistiam principalmente de compra de escravos. Porque a lei Islâmica proibia os Muçulmanos de escravizar os seus irmãos Muçulmanos, as concubinas do Sultão eram, geralmente, de origem Cristã. A mãe de um Sultão, embora tecnicamente uma escrava, recebeu o extremamente poderoso título de Valide Sultan, e, às vezes, tornaram se eficazes governantes do Império (ver Sultanato de mulheres). Um exemplo notável foi Kösem Sultão, filha de sacerdote grego Cristão, que dominou o Império Otomano durante as primeiras décadas do século XVII. Outro exemplo notável foi Roxelana, a esposa favorita de Suleiman, o Magnífico.

## A escravidão na Polônia
A escravidão na Polônia existiu no território do Reino da Polônia durante os tempos da dinastia Piast.

## A escravidão na Rússia
Na Rússia de Quieve, os escravos eram geralmente classificados como kholops. Um senhor de um kholop tinha poder ilimitado sobre sua vida: ele poderia matá-lo, vendê-lo, ou usá-lo como forma de pagamento em cima de uma dívida. O senhor, no entanto, foi o responsável perante a lei pelas acções de seus Kholops. Uma pessoa poderia se tornar um kholop como resultado de uma captura, a venda de si mesmo, sendo vendido por dívidas ou cometido crimes, ou casamento com um kholop. Até o final do século X, os kholops representavam há maioria entre os servos que trabalhavam em terras nobres.
Por volta do século XVI, a escravidão na Rússia consistia principalmente de quem vendeu-se como escravo devido à pobreza. Eles trabalhavam predominantemente como os servos da casa, entre as famílias mais ricas, e, de fato, geralmente produziam menos do que eles consumido. Leis proibiram a libertação dos escravos em tempos de fome, para evitar alimentá-los, e escravos, geralmente, permaneciam com a família por um longo período de tempo; o Domostroy, um livro de conselhos, fala da necessidade de escolher escravos de bom caráter e de sustentá-los corretamente. a Escravidão se manteve uma instituição de grande porte na Rússia até 1723, quando Pedro, o Grande converteu os escravos da família que trabalhavam na casa em servos. Escravos agrícolas russ foram formalmente convertido em servos anteriormente em 1679.
Em 1382 o cã da Horda de Ouro Toquetamis destruiu Moscou, queimando a cidade e o transporte levando milhares de habitantes como escravos. Por anos, os Canato de Cazã e Astracã rotineiramente faziam incursões nos principados russos para conseguir escravos e saquear as cidades. Crónicas russas registraram cerca de 40 ataques de cãs de Cazã no território russo na primeira metade do século XVI. Em 1521, as forças combinadas do cã da Crimeia Mamede I Girai e o seu Cazã aliados atacaram Moscou e capturaram milhares de escravos. Sobre 30 grandes ataques tártaros que foram registrados em territórios Moscovita entre 1558 e 1596. Em 1571, os Tártaros da Crimeia atacaram e saquearam Moscou, queimando tudo, e o Kremlin e levando milhares de cativos como escravos. Na Crimeia, cerca de 75% da população consistiu de escravos.